# Établissement de la télévision tunisienne
Pour les articles homonymes, voir ETT.
L'Établissement de la télévision tunisienne ou ETT (arabe : مؤسسة التلفزة التونسية) est un établissement public tunisien créé par le président Zine el-Abidine Ben Ali le 31 août 2007 et chargé de la gestion de la télévision nationale.

## Histoire
Le président de l'époque, Ben Ali, crée l'Établissement de la télévision tunisienne le 7 novembre 2006 en scindant l'Établissement de la radiodiffusion-télévision tunisienne en deux ; l'Établissement de la radio tunisienne est également créé à cette occasion. La décision devient effective le 31 août 2007. La nouvelle entité reste membre pleinement actif de l'Union européenne de radio-télévision.

## Activités
En 2011, l'Établissement de la télévision tunisienne gère deux chaînes de télévision publiques :
- Télévision tunisienne 1 (anciennement Tunisie 7), une chaîne généraliste ;
- Télévision tunisienne 2 (anciennement Tunisie 21), une chaîne originellement destinée à la jeunesse et à vocation régionale dès 2012[2].

## Identité visuelle

Logo du groupe du 15 janvier au 25 juillet 2011.
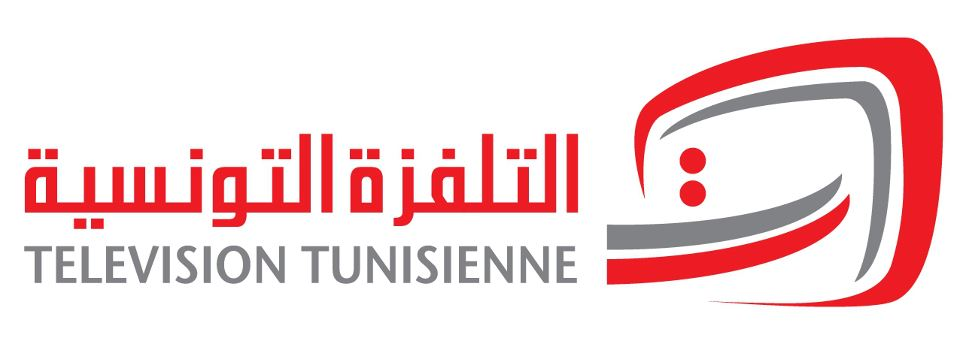
Logo du groupe depuis le 25 juillet 2011.

## Siège

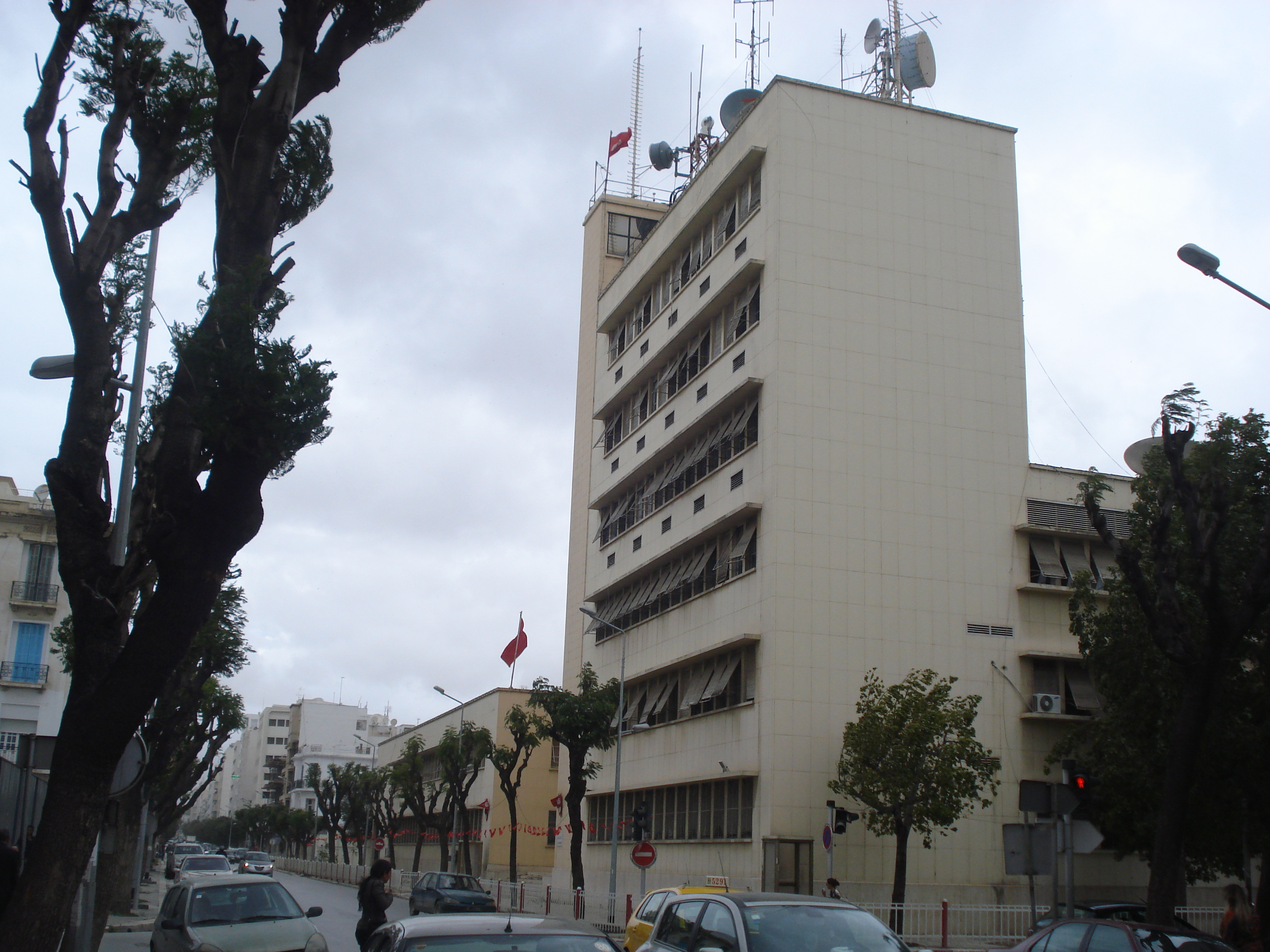
Siège de la télévision tunisienne entre 1965 et 2010.

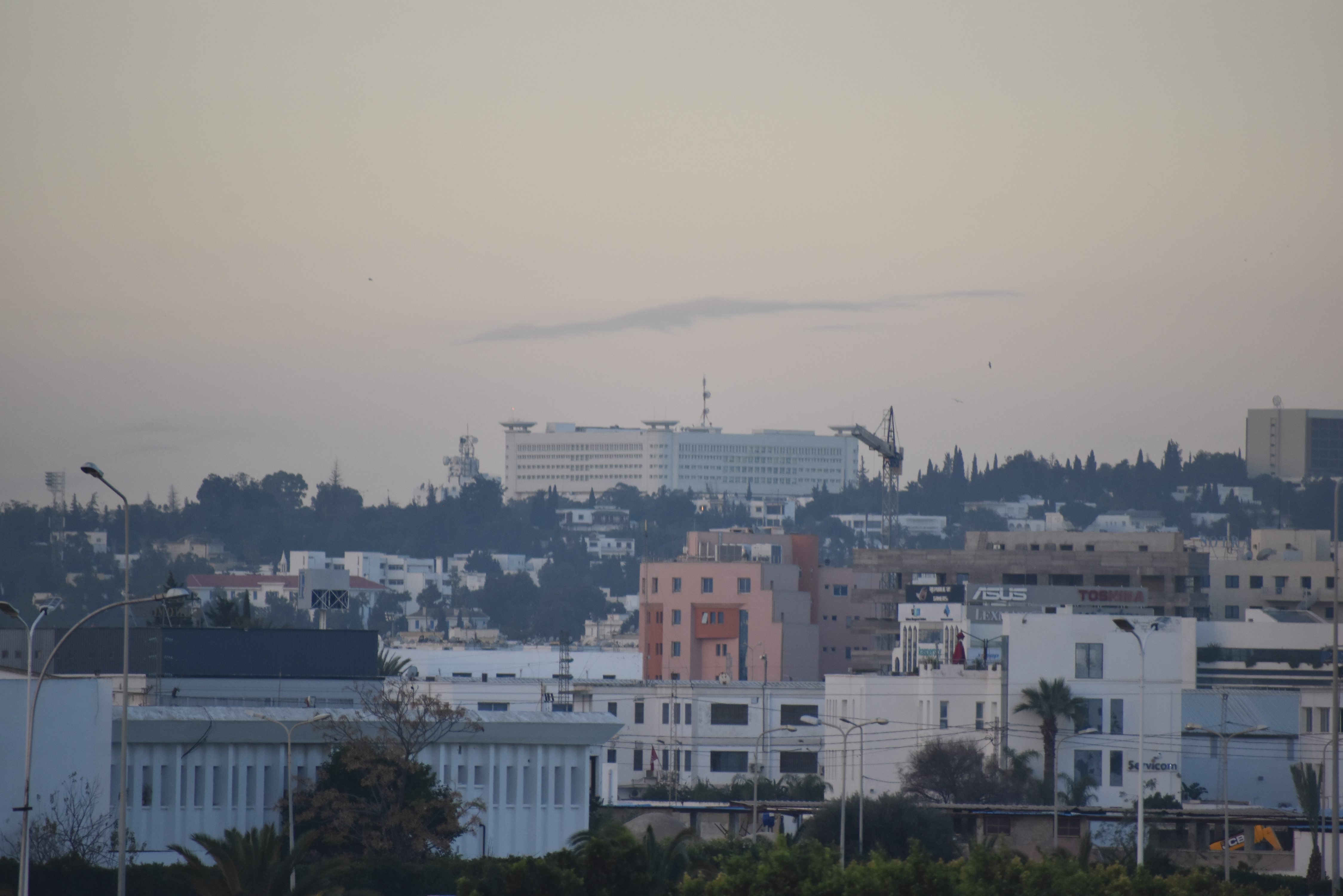
Siège de l'Établissement de la télévision tunisienne sur les hauteurs de Notre Dame.

La télévision tunisienne occupe pendant 45 ans les locaux initialement réservés à Radio Tunis. Lors de son lancement en 1966, la télévision travaille dans trois studios de la maison de la RTT située au numéro 71 de l'avenue de la Liberté à Tunis (deux autres studios ont été aménagés ultérieurement). L'étroitesse des locaux incite le gouvernement tunisien, dès la fin des années 1960, à lancer un projet de construction d'une maison de la télévision. Un appel d'offres international est même lancé et remporté par une entreprise grecque mais le projet n'aboutit finalement pas.
L'idée renaît au milieu des années 1980 mais les plans restent encore une fois dans les tiroirs. La Ligue arabe, installée à Tunis depuis 1979, lance à la fin des années 1980 un vaste chantier pour la construction d'un nouveau siège tunisois. Les travaux sont bien avancés lorsque les membres décident en 1990, après la réintégration de l'Égypte, de retransférer le siège de l'organisation au Caire. Un accord entre le gouvernement tunisien et la Ligue arabe prévoit la cession de l'immense battisse en cours de construction à la Tunisie ; de longs travaux d'aménagements sont alors lancés pour transformer ce qui a été conçu pour être le siège d'une organisation internationale en une maison de la télévision.
La grande enceinte prévue pour abriter les conférences et les réunions est, à ce titre, convertie en un studio de 900 m2. Ce n'est que le 15 mars 2010 à 2 h 30 que la télévision tunisienne commence à émettre à partir du nouveau siège de la télévision situé sur le boulevard de la Ligue arabe, bâti sur huit niveaux (un rez-de-jardin, un rez-de-chaussée et six étages).
Les principaux studios sont :
- le studio 900 (appelé ainsi car il couvre 900 m2), rebaptisé studio Néjib-Khattab ;
- le studio 400, rebaptisé studio Abderrazak-Hammami ;
- le studio 300, rebaptisé studio 14-Janvier ;
- le studio du journal télévisé ;
- le studio virtuel.

## Direction

### Présidents-directeurs généraux
- Moncef Gouja : 30 août 2007 - 7 juillet 2008
- Hédi Ben Nasr : 7 juillet 2008 - 30 juin 2009
- Mohamed Fehri Chelbi : 30 juin 2009 - 24 décembre 2010
- Chaouki Aloui : 24 décembre 2010 - 23 janvier 2011
- Béchir Hmidi : 23 janvier 2011 - 27 février 2011
- Mokhtar Rassaa (intérim) : 27 février 2011 - 7 janvier 2012
- Adnène Khedr : 7 janvier - 17 août 2012
- Imène Bahroun : 17 août 2012[4] - 8 janvier 2014
- Hichem Issa (intérim) : 8 janvier 2014[5] - 21 mai 2014
- Abdessatar Sahli : 21 mai 2014[6] - 16 juin 2014
- Mustapha Ben Letaief : 16 juin 2014[7] - 15 novembre 2015
- Rached Younes (intérim) : 15 novembre 2015[8] - 22 septembre 2016
- Ilyes Gharbi : 22 septembre 2016[9] - 16 juin 2017
- Abdelmajid Mraïhi (intérim) : 16 juin 2017[10] - 9 août 2018
- Mohamed Lassaad Dahech : 9 août 2018[11] - 28 juillet 2021[12]
- Awatef Dali (intérim) : depuis le 28 juillet 2021[12]

### Directeurs de la Télévision tunisienne 1
- Zouheïr Gombri : jusqu'au 7 juillet 2008
- Lotfi Ben Nasr : 7 juillet 2008 - 24 août 2009
- Hamadi Arafa (intérim) : 24 août 2009 - 31 août 2009
- Lotfi Ben Nasr : 31 août 2009 - 31 janvier 2011
- Sadok Bouaben : 31 janvier 2011 - 30 juin 2012[13]
- Abdelaziz Touati : 2 septembre 2012[14] - 8 janvier 2014[15]
- Charfeddine Ben Salem : 1er février 2014[16] - 5 juin 2014
- Rached Younes : 5 juin 2014[17] - 9 janvier 2015
- Iheb Chaouch : 9 janvier 2015[18] - 2 novembre 2017
- Awatef Dali : 2 novembre 2017 - 16 mai 2018[19]
- Mohamed Lazhar Fares : 16 mai 2018 - 7 mai 2019[20]
- Fathi Charaouandi : 8 juillet 2019[21] - 23 juin 2021[22]
- Sana Zarrouki (intérim) : depuis le 23 juin 2021[23]

### Directeurs de la Télévision tunisienne 2
- Hamadi Arafa : 31 août 2011 - 7 janvier 2012
- Imène Bahroun : 7 janvier 2012 - 2 septembre 2012
- Charfeddine Ben Salem (intérim) : 2 septembre 2012[14] - ?
- Chadia Khedhir : 11 août 2014[24] - 16 novembre 2015
- Chadia Khedhir : 24 novembre 2016[25] - 2 novembre 2017
- Imed Barboura : 2 novembre 2017[26] - 7 février 2018[27]
- Mohamed Lazhar Fares (intérim) : 16 mai 2018 - 7 mai 2019